# 마키타 가즈히사
마키타 가즈히사(일본어: 牧田 和久, 1984년 11월 10일 ~ )는 일본의 프로 야구 선수이며, 현재 퍼시픽 리그인 도호쿠 라쿠텐 골든이글스의 소속 선수(투수)이다.

## 인물

### 프로 입단 전
세이세이 공업고등학교(현재의 세이세이 고등학교) 1학년 가을에 언더핸드로 전향하였지만 고시엔 대회 출전은 이뤄지지 않았다. 그 후 헤이세이 국제대학에 진학하여 팀의 에이스로서 활약하였고 2학년 때 대학 일본 대표팀 선수로서 미일 대학 야구에도 출전했다.
대학 졸업 후 닛폰 통운에 입사하였고 1년차부터 당시 에이스였던 마스다 다카요시의 후계자로 기대되었지만 2년차인 2008년에 사회인 야구 일본 선수권 대회 경기 도중에 넘어져 오른쪽 다리 앞에 십자인대가 끊어지는 큰 부상을 입었다. 이듬해 2009년 후반에 복귀하여 다음 해인 2010년 제65회 JABA 도쿄 스포니치 대회인 메이지 야스다 생명과의 경기에서 7회 콜드 게임으로 노히트 노런을 달성했고 같은 해 제81회 도시 대항 야구 대회에서도 1차전인 닛폰 신약과의 경기에서는 4피안타 완봉승을 거두었다. 동기생은 주니치 드래건스의 노모토 게이가 있다.
2010년 프로 야구 드래프트 회의에서는 사이타마 세이부 라이온스로부터 2순위 지명을 받고 입단했다.

### 프로 입단 후

#### 2011년
그 해에는 시즌 개막을 1군에 합류하였고 4월 15일 후쿠오카 소프트뱅크 호크스전에서 프로 첫 등판과 동시에 첫 선발로 나와 7과 1/3이닝을 던져 1실점하는 투구를 보였지만 8회에 1사로부터 볼넷을 허용, 오른손 중지에 물집이 생기는 바람에 강판되었다. 5월 6일의 도호쿠 라쿠텐 골든이글스전에서는 그 해의 신인으로서 중요한 실적이 되는 완봉승을 기록하여 데뷔 첫 승리를 거뒀다. 그러나 호투를 해도 팀 타선의 지원을 받지 못하면서 좀처럼 승리가 연결되지 않는 경우도 있었다. 교류전에서는 중간 계투진의 거듭된 부진을 이유로 마무리 투수로 배치 전환되는 등 6월 26일의 라쿠텐전에서 프로 첫 세이브를 올렸다. 그 후에도 중간 계투로서 안정된 투구를 계속하여 22세이브를 기록했다.
7월 4일에는 올스타전에 감독 추천으로 출전하였고, 정규 시즌에서 기대 이상의 활약을 인정받아 세이부 구단으로서는 1999년의 마쓰자카 다이스케 이후가 되는 퍼시픽 리그 신인왕을 수상했다.

#### 2012년
그 해에는 다시 선발 투수로서 시즌을 맞이했으며 9월 6일 소프트뱅크전에서는 처음으로 두 자릿수 승리 기록을 달성했다. 그 후에도 승리를 거듭하며 팀 최다가 되는 13승을 기록했다. 시즌을 통해서 단 한 번도 출전 선수 등록이 말소되지 않았고 세이부로서는 나카지마 히로유키와 에스테반 헤르만에 이은 3번째이자 투수진 중에서는 유일하다.

#### 2018년
1월 6일 샌디에이고 파드리스와 2년짜리 계약을 맺고 메이저리그에 진출했다.

## 상세 정보

### 출신 학교
- 세이세이 공업고등학교(현재의 세이세이 고등학교)
- 헤이세이 국제대학

### 선수 경력

#### 사회인 시대
- 닛폰 통운

#### 프로팀 경력
- 사이타마 세이부 라이온스(2011년 ~ 2017년)
- 샌디에이고 파드리스(2018년)
- 도호쿠 라쿠텐 골든이글스(2020년 ~ )

국가 대표 경력
- 2013년 월드 베이스볼 클래식 일본 국가대표
- 2015년 WBSC 프리미어 12 일본 국가대표
- 2017년 월드 베이스볼 클래식 일본 국가대표

### 수상·타이틀 경력
- 신인왕(2011년)
- 월간 MVP : 1회(2013년 3·4월)
- 스피드업상 : 2회(2015년, 2016년)

### 개인 기록

#### 첫 기록
- 첫 등판·첫 선발 : 2011년 4월 15일, 대 후쿠오카 소프트뱅크 호크스 1차전(후쿠오카 Yahoo! JAPAN 돔), 7과 1/3이닝 1실점
- 첫 탈삼진 : 상동, 2회말에 마쓰다 노부히로로부터
- 첫 완투 : 2011년 4월 22일, 대 오릭스 버펄로스 1차전(교세라 돔 오사카), 8이닝 2실점에서 패전 투수
- 첫 승리·첫 완투 승리·첫 완봉 승리 : 2011년 5월 6일, 대 도호쿠 라쿠텐 골든이글스 2차전(일본제지 클리넥스 스타디움 미야기)
- 첫 세이브 : 2011년 6월 26일, 대 도호쿠 라쿠텐 골든이글스 7차전(세이부 돔), 9회초에 4번째 투수로서 구원 등판, 1이닝 무실점
- 첫 홀드 : 2011년 8월 6일, 대 후쿠오카 소프트뱅크 호크스 13차전(세이부 돔), 10회초에 4번째 투수로서 구원 등판, 1이닝 무실점

#### 기타
- 올스타전 출장 : 3회(2011년, 2013년, 2016년)

### 등번호
- 35(2011년 ~ 2017년)
- 53(2018년 ~ 2019년)
- 22(2020년 ~ )

### 연도별 투수 성적
| 연 도      | 소 속      | 등 판 | 선 발 | 완 투 | 완 봉 | 무 4 구 | 승 리 | 패 전 | 세 이 브 | 홀 드 | 승 률 | 타 자 | 이 닝 | 피 안 타 | 피 홈 런 | 볼 넷 | 고 4 | 몸 맞 | 탈 삼 진 | 폭 투 | 보 크 | 실 점 | 자 책 점 | 평 자 책 | W H I P |
| ---------- | ---------- | ----- | ----- | ----- | ----- | ------- | ----- | ----- | -------- | ----- | ----- | ----- | ----- | -------- | -------- | ----- | ---- | ----- | -------- | ----- | ----- | ----- | -------- | -------- | ------- |
| 2011년     | 세이부     | 55    | 10    | 2     | 1     | 0       | 5     | 7     | 22       | 1     | .417  | 510   | 127.2 | 105      | 5        | 16    | 1    | 9     | 86       | 0     | 1     | 39    | 37       | 2.61     | 0.95    |
| 2012년     | 세이부     | 27    | 27    | 3     | 1     | 0       | 13    | 9     | 0        | 0     | .591  | 739   | 178.0 | 175      | 4        | 36    | 0    | 9     | 108      | 0     | 1     | 55    | 48       | 2.43     | 1.19    |
| 2013년     | 세이부     | 26    | 26    | 3     | 1     | 0       | 8     | 9     | 0        | 0     | .471  | 690   | 166.0 | 169      | 13       | 39    | 1    | 9     | 87       | 2     | 0     | 54    | 48       | 2.60     | 1.25    |
| 2014년     | 세이부     | 26    | 26    | 0     | 0     | 0       | 8     | 9     | 0        | 0     | .471  | 734   | 170.2 | 170      | 10       | 50    | 0    | 12    | 89       | 0     | 0     | 74    | 71       | 3.74     | 1.29    |
| 2015년     | 세이부     | 34    | 21    | 1     | 0     | 0       | 9     | 11    | 3        | 0     | .450  | 596   | 137.2 | 143      | 7        | 44    | 2    | 11    | 66       | 1     | 0     | 68    | 56       | 3.66     | 1.36    |
| 2016년     | 세이부     | 50    | 0     | 0     | 0     | 0       | 7     | 1     | 0        | 25    | .875  | 312   | 78.2  | 54       | 3        | 16    | 2    | 10    | 43       | 0     | 0     | 15    | 14       | 1.60     | 0.89    |
| 통산 : 6년 | 통산 : 6년 | 218   | 110   | 9     | 3     | 0       | 50    | 46    | 25       | 26    | .521  | 3581  | 858.2 | 816      | 42       | 201   | 6    | 60    | 479      | 3     | 2     | 305   | 274      | 2.87     | 1.18    |

- 2016년 시즌 종료 기준.
- 굵은 글씨는 시즌 최고 성적.

### 연도별 투수 성적 소속 리그내 순위
| 연도 | 연령 | 소속 리그   | 승리 | 세이브 | 홀드 | 탈삼진 | 평균 자책점 |
| ---- | ---- | ----------- | ---- | ------ | ---- | ------ | ----------- |
| 2011 | 27   | 퍼시픽 리그 | -    | 4위    | -    | -      | -           |
| 2012 | 28   | 퍼시픽 리그 | 3위  | -      | -    | 8위    | 7위         |
| 2013 | 29   | 퍼시픽 리그 | 10위 | -      | -    | -      | 3위         |
| 2014 | 30   | 퍼시픽 리그 | –    | -      | -    | -      | 9위         |
| 2015 | 31   | 퍼시픽 리그 | –    | -      | -    | -      | -           |
| 2016 | 32   | 퍼시픽 리그 | –    | -      | 4위  | -      | -           |

- ‘-’는 10위 미만(평균 자책점은 규정 투구 이닝 도달 미만의 경우도 ‘-’와 표기)

### 연도별 수비 성적
| 연도       | 소속       | 투수  | 투수  | 투수  | 투수  | 투수  | 투수     |
| 연도       | 소속       | 경 기 | 척 살 | 보 살 | 실 책 | 병 살 | 수 비 율 |
| ---------- | ---------- | ----- | ----- | ----- | ----- | ----- | -------- |
| 2011       | 세이부     | 55    | 9     | 23    | 1     | 0     | .970     |
| 2012       | 세이부     | 27    | 7     | 39    | 4     | 0     | .920     |
| 2013       | 세이부     | 26    | 17    | 44    | 1     | 5     | .984     |
| 2014       | 세이부     | 26    | 13    | 34    | 0     | 1     | 1.000    |
| 2015       | 세이부     | 34    | 10    | 36    | 2     | 1     | .958     |
| 2016       | 세이부     | 50    | 0     | 16    | 0     | 0     | 1.000    |
| 통산 : 6년 | 통산 : 6년 | 218   | 56    | 192   | 8     | 7     | .969     |

- 2016년 시즌 종료 기준.